# Bluette (polka)
Bluette, op. 271, är en polka-française av Johann Strauss den yngre. Den framfördes första gången den 23 november 1862 i Redouten-Saal i Wien.

## Historia
Johann Strauss den yngre hedrade sina tre fruar med var sin danskomposition. Sålunda lever Angelika Dittrichs namn vidare i Kuß-Walzer (op. 400) och Adele i Adelen-Walzer (op. 424). Strauss första hustru var mezzosopranen Jetty Treffz (1818-78), som han gifte sig med i augusti 1862. Hon visade sig genast vara en ovärderlig partner för sin ofta oorganiserade och finansiellt naive make. Förutom sina hushållsplikter var hon rådgivare när det gällde konstnärliga och ekonomiska ärenden, översättare, privatsekreterare och till och med kopist. Det var till Jetty som Johann skrev polkan Bluette som han dirigerade vid det första framförandet den 23 november vid en maskeradbal i Redouten-Saal i Hofburg. Titeln kommer från teatervärlden och anspelar på Jettys förflutna som operasångerska.

## Om polkan
Speltiden är ca 3 minuter och 54 sekunder plus minus några sekunder beroende på dirigentens musikaliska tolkning.